# Georg Jensen
Georg Jensen, född 31 augusti 1866 i Radvaad i Danmark, död 2 september 1935 i Köpenhamn, var en dansk silversmed och formgivare. Han grundade företaget Georg Jensen Sølvsmedie, firman existerar fortfarande under namnet Georg Jensen A/S.

## Liv och verk
Georg Jensen var tidigt intresserat i metallsmide, därför bestämde han sig att flytta till Köpenhamn, där gick han i lära hos en guldsmed. Under perioden 1895–1901 studerade han skulptur på Det Kongelige Danske Kunstakademi i Köpenhamn, därefter arbetade han med skulptural keramik i Mogens Ballins ateljé. Efter några år på Bing & Grøndals porslinsfabrik, grundade han 1904 sin egen silversmedja, där han tillverkade silverarbeten i jugendstil. Snart blev ateljén till företaget Georg Jensen Sølvsmedie och redan 1924 öppnade han en filial på Fifth Avenue i New York. Jensen finns representerad vid bland annat Nationalmuseum i Stockholm.

## Bilder

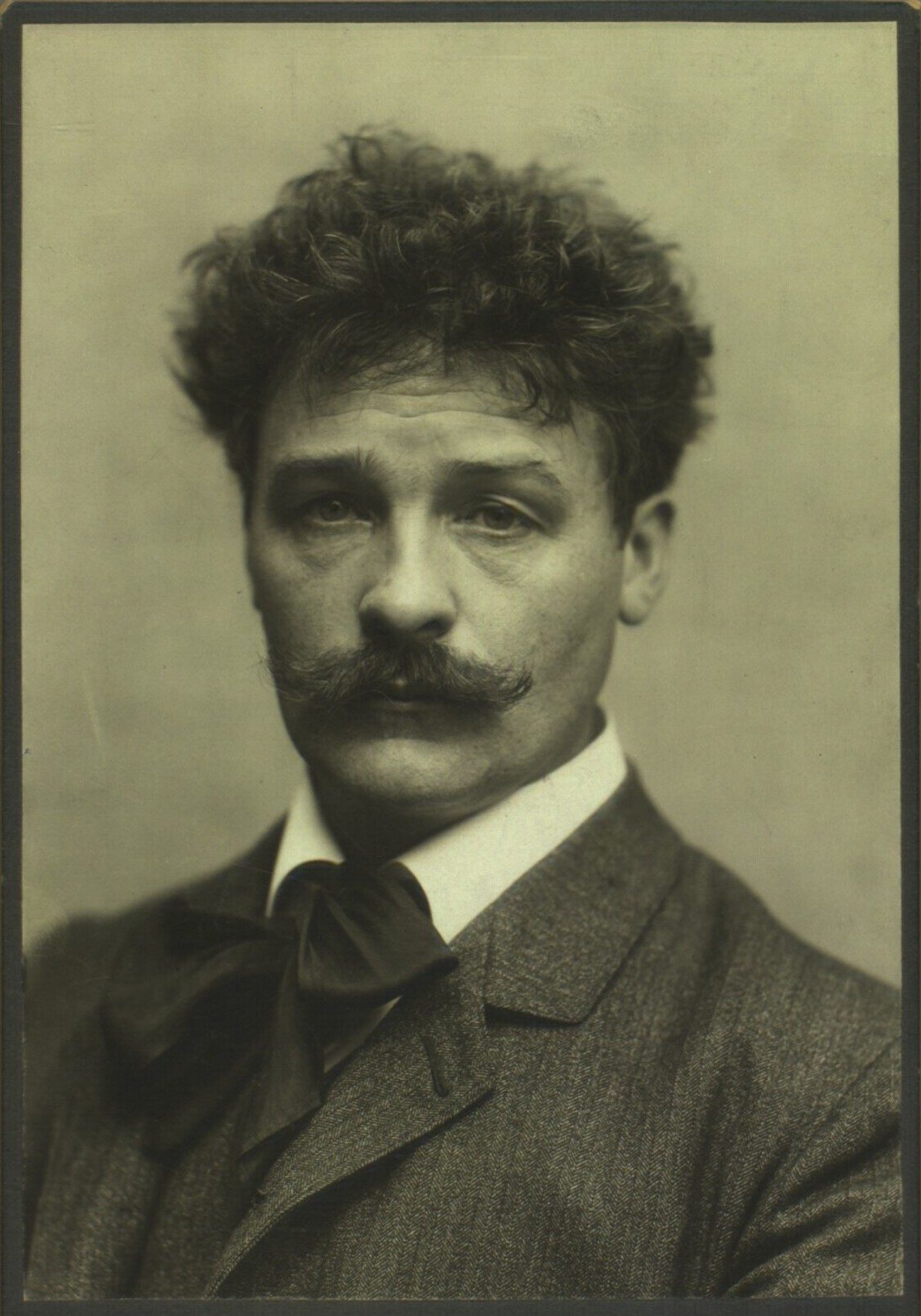
Georg Jensen
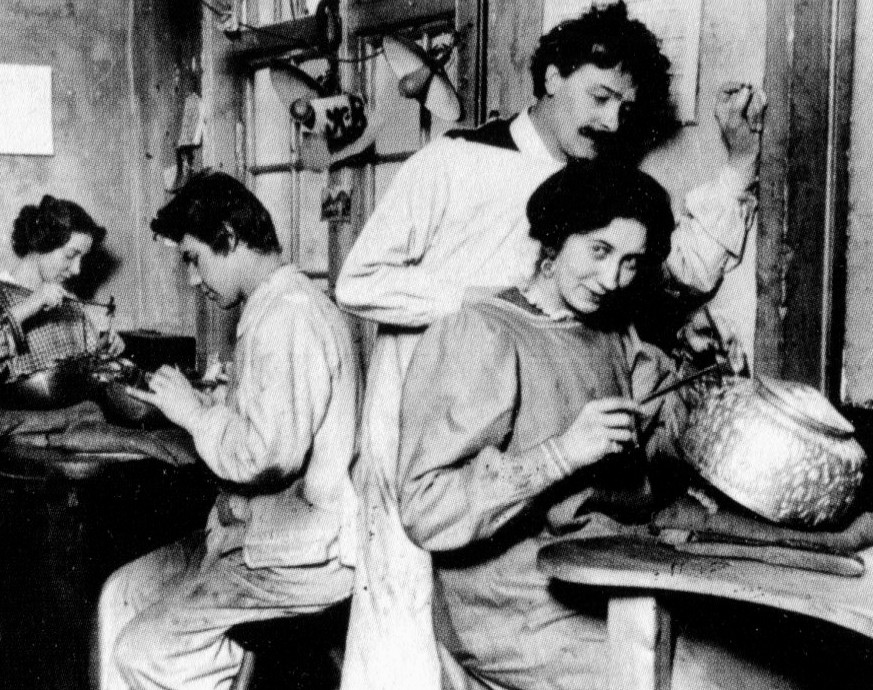
Georg Jensen (stående) med Alba Lykke i sin verkstad i Köpenhamn.
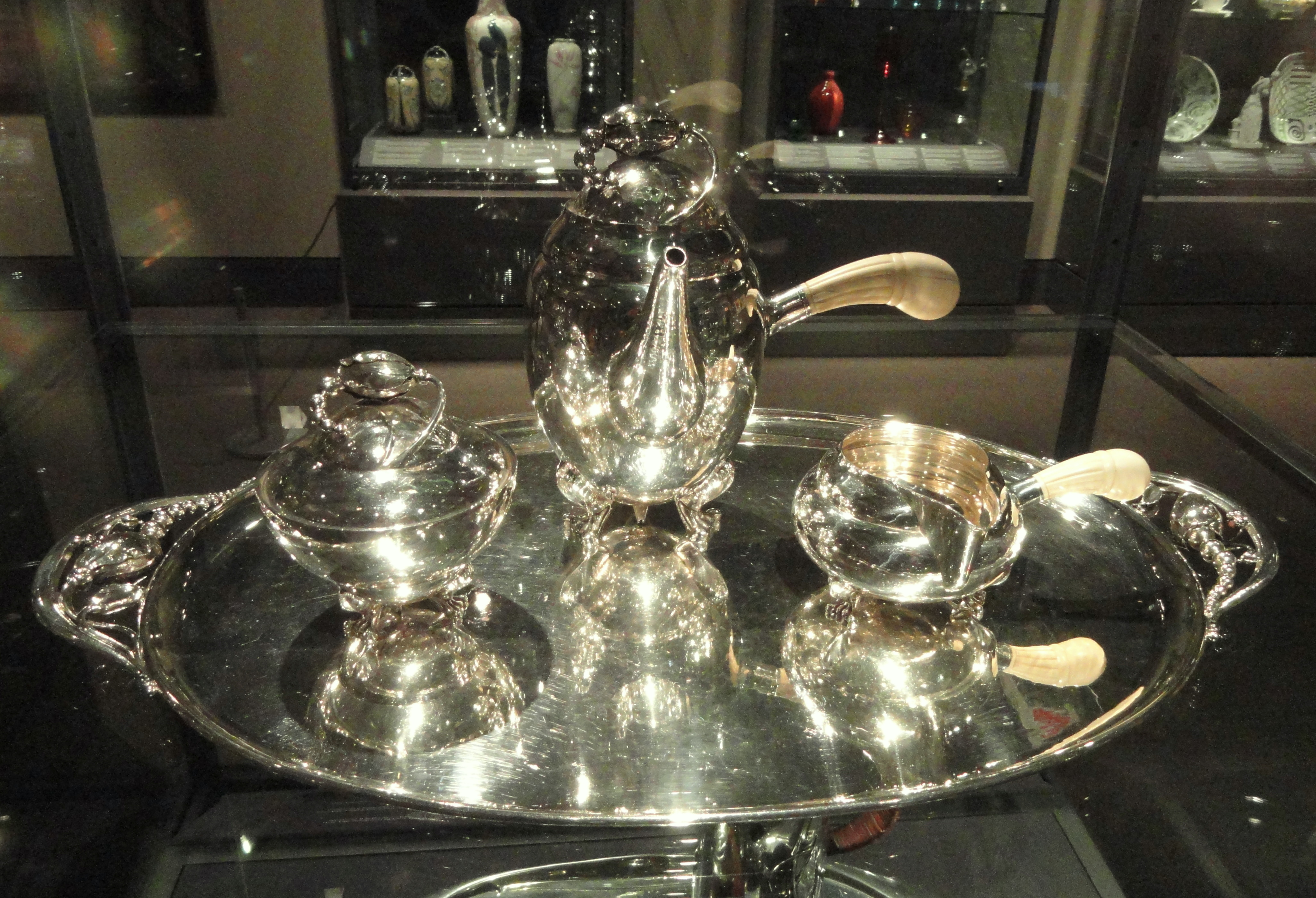
Servis 1905-1908.
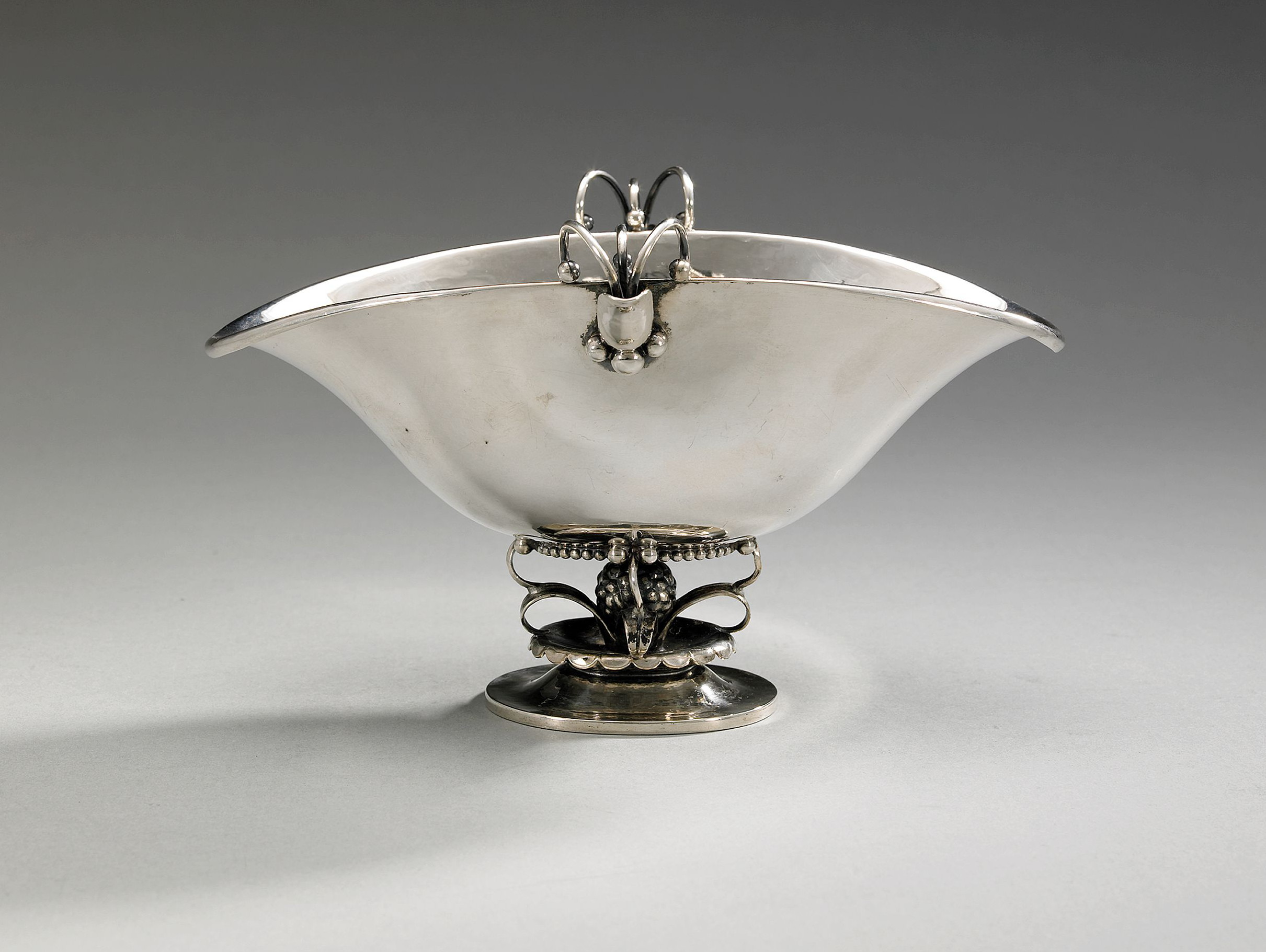
Skål 1910.
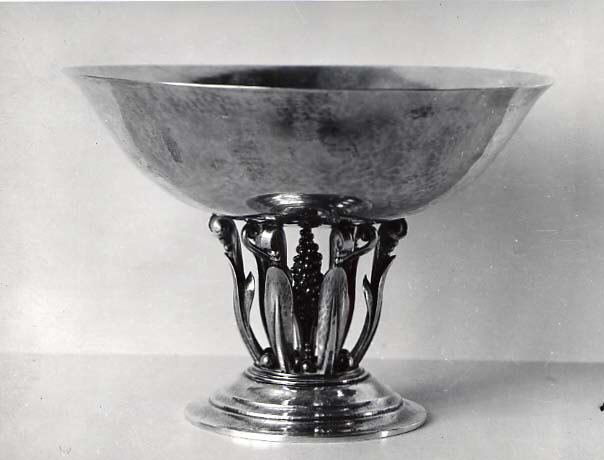
Skål 1918.
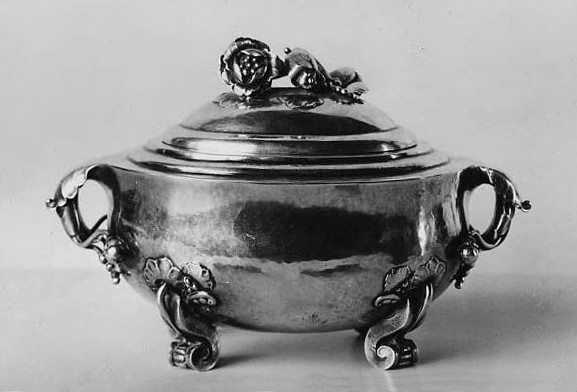
Sockerskål 1920-tal.